# III lyga
La III lyga è la quarta divisione del campionato lituano di calcio. È formata da un numero variabile di gironi, solitamente tra i 5 e gli 8, ed è organizzata dalla LFF, la federazione lituana.
È stata fondata nel 1991, l'anno successivo a quello dell'indipendenza della Lituania.

## Squadre 2023

### Alytaus zona
La competizione non ha avuto luogo.

### Kauno zona
- Baltai Kaišiadorys
- Danspin-KKSC
- Kazlu Ruda
- Nadruvis
- Nemunas
- Nevėžis B
- Pozityvūs
- Šturmas

### Klaipėdos zona
- Jonušai
- Klaipėdos FM B
- Minija B
- Neptūnas B
- Sakuona Plikiai
- Sendvaris
- Sirijus Klaipėda

### Marijampolės zona
La competizione non ha avuto luogo.

### Šiaulių-Panevėžio zona
- Dembava B
- Ekranas B
- Kruoja
- Radviliškis
- Saned B
- Venta Kuršėnai
- Širvėna

### Tauragės zona
La competizione non ha avuto luogo.

### Telšių zona
La competizione non ha avuto luogo.

### Utenos zona
- Atomas Panevėžys
- Ekranas C
- Narjanta Kupiškis
- Pasvalys
- Rokiškis
- Skorbutas

### Vilniaus zona
- AFK Vilnius
- Ataka
- ESFA Versmė
- Geležinis Vilkas
- Granitas Vilnius
- Medžiai Vilnius
- Navigatoriai Vilnius
- Tera Vilnius
- VJFK Trakai
- VGTU-Vilkai
- Vova Vilnius